# Hout 2006
Hout 2006 was een vakbeurs die gericht is op de houtbewerkingsindustrie. De beurs werd gehouden van 3 oktober t/m 7 oktober 2006 in Ahoy' Rotterdam. Het was voor Nederland de grote beurs op het gebied van houtbewerking.

## Exposanten
Op de beurs stonden zo'n 220 exposanten. Zij vertegenwoordigden bedrijven uit alle hoeken van de houtbewerkingsindustrie. Zo waren er bedrijven die het hout zelf verwerken of verhandelen, maar ook bedrijven die machines bouwen voor in de houtindustrie, zoals Veco Vos met de Vecoplan houtverkleiningsmachines (www.vecovos.nl) en Modesta filter en luchttechniek ontbreken niet. Bij machines voor in de houtindustrie valt onder meer te denken aan CNC-machines, zaagmachines en luchtfilterinstallaties.